# Majed Abdullah
Majed Ahmed Abdullah Al-Mohammed (Jeddah, 1 november 1959) is een Saoedisch voormalig voetballer die als aanvaller speelde voor Al-Nassr en het Saoedisch voetbalelftal. Hij wordt gezien als een van de beste Aziatische voetballers aller tijden. Abdullah stond bekend als veel scorende spits en werd driemaal verkozen tot Aziatisch voetballer van het jaar. Abdullah maakte 71 doelpunten in 116 interlands en is daarmee topscorer van het Saoedisch voetbalelftal.

## Clubvoetbal
Abdullah kwam in 1975 in de jeugdopleiding van Al-Nassr terecht, waar hij twee jaar later debuteerde in het eerste elftal. Abdullah droeg in het begin rugnummer 14, maar dit veranderde al gauw naar 9, wat zijn legendarische nummer werd.  Hij zou uiteindelijk twintig jaar lang voor de club uitkomen, waarin hij 260 doelpunten maakte. Abdullah won met Al-Nassr vele prijzen, waaronder driemaal de landstitel, viermaal de King's Cup en tweemaal de Asian Super Cup.
Op 20 mei 2008 vond zijn afscheidswedstrijd plaats, Al-Nassr nam het op tegen Real Madrid, die net hun 31e landstitel hadden gewonnen. Onder toeziend oog van 70.000 toeschouwers wist Al-Nassr de wedstrijd in het Koning Fahdstadion met 4–1 te winnen.

## Nationaal elftal

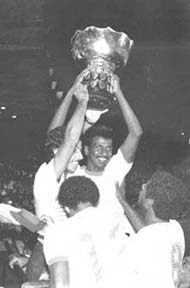
Abdullah met de Asian Cup in 1984

Abdullah debuteerde op 10 december 1978 in het Saoedisch voetbalelftal. Op die dag speelde Saoedi-Arabië een wedstrijd op de Aziatische Spelen tegen China. In 1984 won Abdullah met zijn land het Aziatisch kampioenschap voetbal. In de finale werd China met 2–0 verslagen en scoorde Abdullah het laatste doelpunt. Vier jaar later werd de prijs opnieuw gewonnen. Ditmaal werd Zuid-Korea in de finale verslagen, zij het pas na strafschoppen.
Abdullah was onderdeel van het elftal van Saoedi-Arabië dat in 1994 voor het eerst deelnam aan een wereldkampioenschap. In de selectie zaten talenten als Saeed Al-Owairan en Sami Al-Jaber. Abdullah was aanvoerder van zijn land, dat onder leiding stond van bondscoach Jorge Solari. Saoedi-Arabië bereikte na overwinningen op België en Marokko en een nederlaag tegen Nederland de knock-outfase van het toernooi. In de achtste finale bleek Zweden te sterk. Dit is tot op heden de beste prestatie van Saoedi-Arabië op een WK. Abdullah speelde enkel mee in de groepswedstrijden tegen Nederland en België. Bij zijn afwezigheid droeg verdediger Mohamed Abd Al-Jawad de aanvoerdersband.
Na het WK besloot de 34-jarige Abdullah om te stoppen als international. Naast het WK kwam hij ook uit op de Aziatische Spelen van 1978, 1982 en 1986. In 1986 werd een zilveren medaille behaald op het toernooi. Abdullah was met Saoedi-Arabië ook verliezend finalist tijdens de Arab Nations Cup 1992. Op de AFC Asian Cup werd wel succes geboekt: dit toernooi werd in 1984 en 1988 gewonnen. Abdullah is met 71 doelpunten anno 2023 nog steeds topscorer van het Saoedisch voetbalelftal.

## Erelijst

### Als speler
Al-Nassr
- Saudi Premier League: 1979/80, 1980/81, 1988/89, 1994/95
- Saudi King Cup: 1981, 1986, 1987, 1990
- Gulf Club Champions Cup: 1996, 1997
- Asian Cup Winners' Cup: 1997/98

 Saoedi-Arabië
- AFC Asian Cup: 1984, 1988

### Individueel als speler
- Topscorer Saudi Premier League: 1978/79, 1979/80, 1980/81, 1982/83, 1985/86, 1988/89
- Topscorer Saudi King Cup: 1979, 1987, 1989, 1990
- Arabische Gouden Schoen: 1981, 1989
- Topscorer Gulf Cup of Nations: 1982
- Asia-Oceania Soccer Handbook Player of the Year (Aziatisch Voetballer van het Jaar): 1984
- Topscorer Pan Arab Games: 1985
- Topscorer Saudi Crown Prince Cup: 1991
- Topscorer Gulf Club Champions Cup: 1991, 1996
- IFFHS Asia's Player of the Century (3e plaats): 1999
- IFFHS World Player of the Century (64e plaats): 2000
- IFFHS Asian Men's Team of All Time: 2021

### Als trainer
Al-Nassr
- Asian Super Cup: 1998